# Éclipse solaire du 26 janvier 2028
L'éclipse solaire du 26 janvier 2028 est une éclipse annulaire.
C'est la 21e éclipse annulaire du XXIe siècle.

## Parcours

Trajectoire de l'éclipse sur la Terre.

Commençant dans le Pacifique équatorial, et passant aux îles Galápagos, cette éclipse traversera l'Amérique du Sud par l'Amazonie, passant par la France sud-américaine (Guyane) où le maximum se produira. Elle traversera ensuite l'océan Atlantique puis le Portugal et le sud de l'Espagne, pour finir sur la côte Méditerranéenne.

## Une éclipse «américano-européenne»
Cette éclipse annulaire finira par traverser la péninsule ibérique en fin de parcours, et ce moins de 6 mois après l'éclipse totale du 2 août 2027, également visible dans le sud de l'Espagne.
→ À une saison d'éclipses d'intervalle, il y aura donc 2 éclipses centrales qui se suivront dans ces régions en Espagne. Une telle proximité dans le temps entre ces deux évènements, dans une même région, est assez remarquable.